# سوبر ماريو ورلد

شعار لعبة سوبر ماريو ورلد

لعبة سوبر ماريو ورلد ، (باليابانية:スーパーマリオワールド) (بالإنجليزية:Super Mario World) ، هي لعبة إلكترونية من نوع مغامرات أنتجت سنة 1990م من قبل شركة ننتيندو ، وتعمل بنظام جهاز لعبة سوبر نينتندو إنترتينمنت سيستم ، هذه اللعبة كانت ناجحة من ناحية التجارية والترفيهية بحيث تم بيع اللعبة لأكثر من 20 مليون نسخة في جميع دول العالم، وأعيد إصدار هذه اللعبة سنة 2003م والذي تعمل لجهاز نينتندو وي.

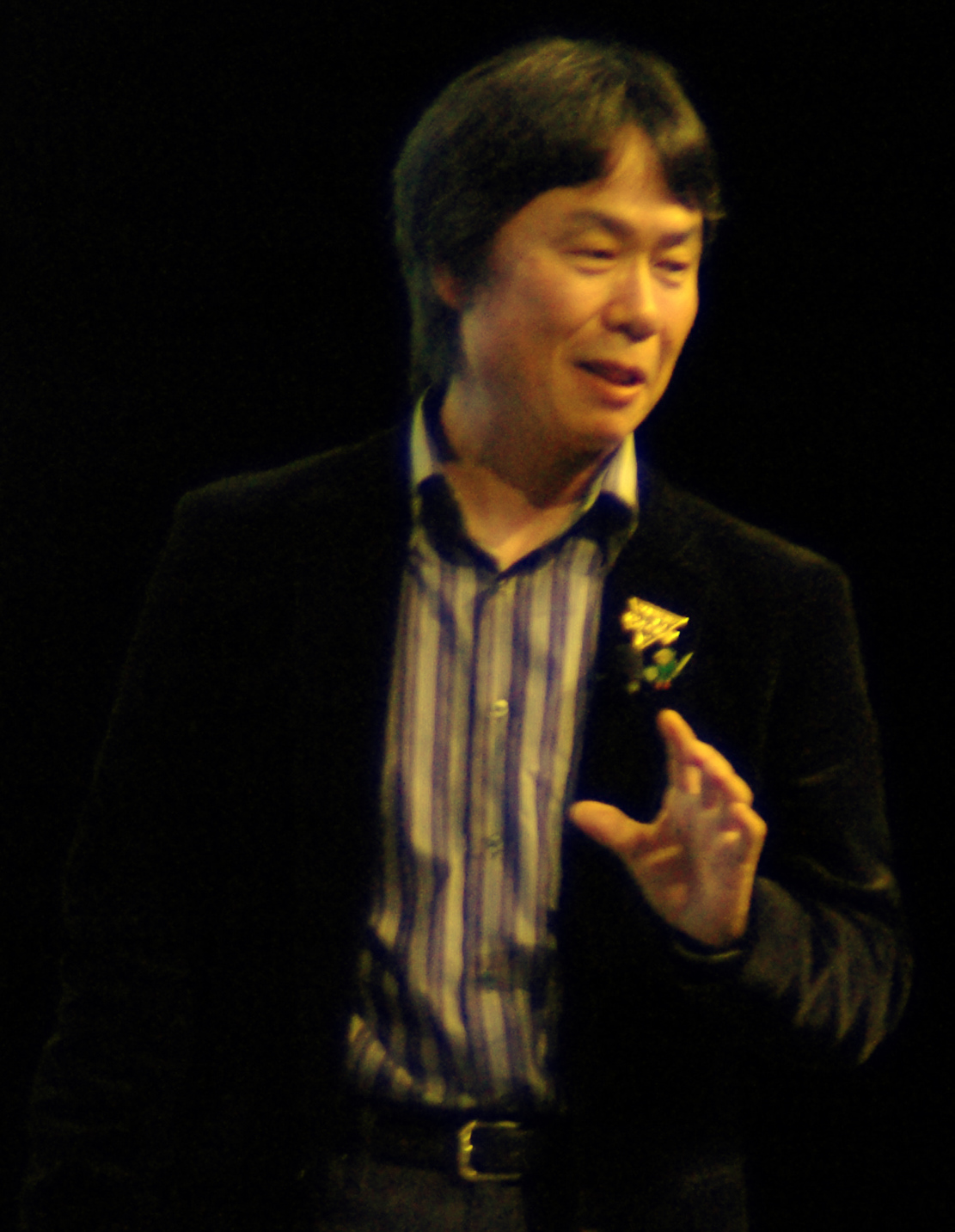
السيد شيجيرو مياموتو وراء نجاح لإنتاج لعبة سوبر ماريو ورلد

## مميزات اللعبة
سوبر ماريو ورلد، تعمل بثنائي الأبعاد، ويتم اختيار اللعبة لشخصين وهما : ماريو وشقيقه لويجي ، و تتميز هذه اللعبة (كما في الإصدارات السابقة) بالقفز والحصول على القطعة الذهبية ووصولهم إلى القلعة لإنقاذ الاميره تودسل بيتش.

## وصلات خارجية
- سوبر ماريو ورلد على موقع IMDb (الإنجليزية)

- Official Nintendo Japan Super Mario World site
- Super Mario World at Super Mario Wiki
- The Mushroom Kingdom
- Mario Mayhem